# Vågledare
Vågledare i allmänhet avser en struktur som stöder vågutbredning i en viss riktning.
Vågledare delas in beroende på vågtyp, transmissionsmedium och geometri.
Exempel på olika vågtyper är elektromagnetiska vågor och akustiska vågor.
Exempel på olika medium är luft, vakuum och glas.
Med geometrin avses utseendet på vågledarens tvärsnitt som exempelvis kan vara rektangulärt eller cirkulärt.
Det omgivande materialet påverkar genom att det bestämmer randvillkoret för vågutbredningen.

## Elektromagnetisk Vågledare
Vågutbredningen i en elektromagnetisk vågledare sker i olika moder vilka indelas i Transversella Elektriska (TE), Transversella Magnetiska (TM) samt Transversella Elektromagnetiska vågor (TEM). Inom mikrovågstekniken avser vågledare vanligen en sluten metallisk ihålig cylindrisk struktur i motsats till andra transmissionsledningar så som koaxialledning, optisk fiber och planär transmissionsledning.

### Metalliska vågledare
Elektromagnetiska vågor av typen TE och TM fortplantar sig i en sluten metallisk ihålig struktur utan mittledare förutsatt att frekvensen överstiger en undre gränsfrekvens. Denna bestäms av geometrin på vågledarens tvärsnitt. Vågor med lägre frekvens än gränsfrekvensen dämpas exponentiellt i ledaren. Vågledarens innehåll är vanligen tomt (dvs vakuum eller luft) men kan också bestå av ett dielektriskt material. Vågledarna används bland annat för att transportera höga effekter i matningsnät till radar- och sändarantenner. Vågledare ansluter direkt till hornantenner, vilka ofta används på antennmätsträckor. För anslutning av vågledaren till koaxialkabel behövs en Koaxial-Vågledarövergång.  
De vanligaste specialfallen av metalliska vågledare är rektangulära och cirkulära vågledare. De förekommer i standarddimensioner. Genom att göra aperturer på lämpliga ställen på en rektangulär vågledare skapar man en slitsantenn. I en rektangulär vågledare vill man normalt endast att grundmoden, TE10, ska vara aktiv. Är flera moder aktiva får man dispersion i och med att moderna transporterar information med olika grupphastighet. Praktiskt sett väljer man alltså en standardvågledare för den aktuella frekvensen med dimensioner så att endast grundmoden är aktiv. För låga frekvenser under 1 GHz blir vågledaren otympligt stor. För höga frekvenser över 20 GHz blir tillverkningen komplicerad och därmed dyr. Vågledare är normalt inte gjorda i flexibelt material varför man använder specialtillverkade vågledarböjar då man behöver ändra riktning. Riktkopplare och filter är exempel på komponenter som förekommer i vågledarteknik.

### Dielektriska vågledare
En dielektrisk vågledare består av dielektriskt material med annan permittivitet än omgivningen. I de fall då den använda våglängden är mycket mindre än diametern på vågledaren kallas denna typ av vågledare optisk fiber.

## Akustisk vågledare
En akustisk vågledare stöder utbredning av akustiska vågor.